# Mumbai Meri Jaan
Mumbai Meri Jaan è un film del 2008 diretto da Nishikanth Kamath.